# پرواز ۲۵۳ نورث‌وست ایرلاینز
پرواز ۲۵۳ نورث‌وست ایرلاینز پروازی بود در ۲۵ دسامبر سال ۲۰۰۹، از آمستردام به مقصددیترویت میشیگان، که بیست دقیقه پیش از فرود هواپیما در دیترویت مورد حمله تروریستی قرار گرفت. مظنون به اقدام تروریستی یک نیجریه‌ای به نام «عمر فاروق عبدالمطلب» است که خود را عضو القاعده معرفی کرده‌است ولی مقامات قانونی اعلام کرده‌اند به‌طور احتیاط‌آمیز نمی‌توان این ادعا را به سرعت تأیید کرد و ممکن است اقدام به صورت فردی انجام گرفته شده باشد.